# Zorin OS
Zorin OS（ゾーリンオーエス）は、UbuntuをベースとするLinuxディストリビューションである。2009年7月1日にバージョン1.0を提供開始した。当時12歳と14歳の少年が主になって製作した。Core版のデスクトップ環境はGNOMEベースであり、Lite版のデスクトップ環境はLXDEだったが、バージョン12でXfceに変更された。Core版ではWindows 7風のUIをデフォルトで提供していた。Windows XP風やGNOME 2風のデザインにすることも可能である。有料版としてPro (旧 Ultimate)が存在する。また、無料版にはCore、Lite、Educationが存在する。
アイルランドの首都ダブリンに拠点を構えるロシア人エンジニアのアルチョム・ゾーリン(Артём Зорин)とキリル・ゾーリン(Кирилл Зорин)を中心に開発されている。

## インストール
Zorin OSはLive CD(DVD)で提供されており、インストールすることなく試すことが可能である。また、Ubiquityを利用してHDDにインストールすることも可能である。
Unetbootinなどを用いて作成したUSBメモリからの試用とインストールもサポートされている。

## システム要件
- CPU:IntelまたはAMDの1GHzデュアルコア-64ビット
- RAM:1.5GB以上
- ストレージ:15GB（Core）、32GB（Education）、40GB（Pro）
- ディスプレイ:1024×768の解像度
- USBフラッシュドライブ:4GB（Core、Lite）、8GB（Pro、Pro Lite、Education、Education Lite）
- バックアップ用の外付け外付けドライブまたはクラウドストレージ（任意）[3][4]

## エディション
エディションには「Pro」、「Core」、「Lite」、「Education」の4つがある。
Pro 8888円
- 最先端のオープンソースソフトウェア、機能が搭載されており、コンピューターの可能性を最大限に引き出すことができる。
- デスクトップは、Coreで選べる「Windows」、「Touch」、「Windows List」、「GNOME Shell」に加え、「macOS」、「Windows Classic」、「Windows 11」、「ChromeOS」、「Gnome 2」、「Ubuntu」の外観から選べる。
- プロフェッショナルな生産性を向上させるソフトウェアが豊富に付属している[5]。

Core 無料 
名前の通り「Core（その物の中心部）」となる要素が含まれている。
- デスクトップのレイアウトは「Windows」、「Touch」、「Windows List」、「GNOME Shell」の4種類のみ。
- 基本的なアプリ、機能が備わっている。
- 主なアクセサリーとユーティリティが含まれている。[6]

Education 無料
「21世紀の学習」用のOSである。
- 教育用アプリが搭載されている。
- コーディングや科学の勉強ができる教育ツールが搭載されている。
- 教室中のコンピューターの管理や制御ができる。
- 古いコンピュータや性能の高くないコンピュータでも動く「Education Lite版」がある。[7][8]

Lite 無料
Zorin OS 19以降はリリースしない意向を示しており、非Liteエディションに移行することを公式に推奨している。
- 軽量デスクトップ環境（XFCE）が採用されている。
- 古いコンピュータでも高速に動く。[9]

各エディションの詳細
|                                                              | Pro | Core | Education |
| ------------------------------------------------------------ | --- | ---- | --------- |
| Officeスイート                                               | ◯   | ◯    | ◯         |
| Zorin Connect(スマートフォンとの接続)                        | ◯   | ◯    |           |
| 教育用アプリとゲーム                                         |     |      | ◯         |
| 標準デスクトップレイアウト                                   | ◯   | ◯    | ◯         |
| プレミアムデスクトップレイアウト(macOS、GNOME 2、Ubuntuなど) | ◯   |      |           |
| プロ仕様のクリエイティブ・スイート・アプリ                   | ◯   |      |           |
| 高度な生産性向上ソフトウェア                                 | ◯   |      |           |
| 追加アートワーク                                             | ◯   |      |           |
| Zorinインストールサポート                                    | ◯   |      |           |
| Zorin OSの開発への貢献                                       | ◯   |      |           |

## バージョン履歴
| バージョン                               | リリース日     | 主な新機能と変更点 | 脚注   |
| ---------------------------------------- | -------------- | --- | ------ |
| Zorin OS 1.0                             | 2009年7月1日   | 初回リリース | [ 11 ] |
| Zorin OS Limited Edition '09             | 2009年12月7日  | | [ 11 ] |
| Zorin OS 2                               | 2010年1月1日   | | [ 11 ] |
| Zorin OS 3                               | 2010年6月10日  | Zorin OS Look Changerの追加、インストールスライドショーチュートリアル | [ 11 ] |
| Zorin OS 4                               | 2010年12月22日 | 改善されたファイルマネージャー、パフォーマンスの改善 | [ 11 ] |
| Zorin OS 5                               | 2011年6月6日   | 「Core」「Ultimate」限定 新しいテーマ、更新されたソフトウェア、Zorin固有のプログラムの改善                                                                                        | [ 11 ] |
| Zorin OS 5.1                             | 2011年8月23日  | 更新されたLinuxカーネル、美的アップデート | [ 11 ] |
| Zorin OS 6                               | 2012年6月18日  | 「Core」「Ultimate」限定 新しいデスクトップ環境「ZorinLookChanger」 | [ 11 ] |
| Zorin OS 6.1                             | 2012年11月8日  | カーネルとソフトウェアの更新、セキュリティの更新 | [ 11 ] |
| Zorin OS 6.2                             | 2013年2月27日  | 「ZorinMenu」のアップデート、安定性の向上 | [ 11 ] |
| Zorin OS 6.3                             | 2013年5月14日  | カーネルの更新 | [ 11 ] |
| Zorin OS 7                               | 2013年6月10日  | 「Core」「Ultimate」限定 更新されたソフトウェア、Linuxカーネル3.8、設計の見直し                                                                                                   | [ 11 ] |
| Zorin OS 6.4                             | 2013年8月28日  | 更新されたカーネルとソフトウェア | [ 11 ] |
| Zorin OS 8                               | 2014年1月27日  | 「Core」「Ultimate」限定 更新されたソフトウェア、UIの改善、Zorinテーマチェンジャー                                                                                                | [ 11 ] |
| Zorin OS 9                               | 2014年7月15日  | 「Core」「Ultimate」限定 安定性の向上、Firefoxのサポート、その他のテーマ | [ 11 ] |
| Zorin OS 10                              | 2015年8月1日   | デフォルトのアプリケーションの更新、パフォーマンス、セキュリティの改善 | [ 11 ] |
| Zorin OS 11                              | 2016年2月3日   | 「Core」「Ultimate」限定 新しいデフォルトアプリケーション、デスクトップユーザーエクスペリエンスの見直し                                                                           | [ 11 ] |
| Zorin OS 12                              | 2016年11月18日 | 新しいZorinデスクトップ、アクティビティの概要、検索の刷新 | [ 11 ] |
| Zorin OS 12.1                            | 2017年2月27日  | バグ修正、新しいデスクトップ機能、パフォーマンスの改善 | [ 11 ] |
| Zorin OS 12.2                            | 2017年9月8日   | デスクトップの改良、パフォーマンスと安定性の向上 | [ 11 ] |
| Zorin OS 12.3                            | 2018年3月16日  | 組み込みのWine互換性、Direct3D 10&11のサポート | [ 11 ] |
| Zorin OS 12.4                            | 2018年9月13日  | Linuxカーネル4.15、パフォーマンスの向上、ソフトウェア更新プロセスの合理化 | [ 11 ] |
| Zorin OS 15                              | 2019年6月5日   | パフォーマンスの向上、Zorin Connect（Android同期通知）、新しいデスクトップテーマ、タッチレイアウト機能、Flatpakサポート、新しいシステムフォント                                   | [ 11 ] |
| Zorin OS 15.1                            | 2019年12月13日 | Zorin Connectのアップグレード、LibreOffice 6.3の搭載、GameModeの導入、Zorin Appearanceのカスタマイズ強化、新しいフォントの追加。                                                  | [ 11 ] |
| Zorin OS 15.2                            | 2020年3月5日   | より強力なセキュリティとハードウェアの互換性 | [ 11 ] |
| Zorin OS 15.3                            | 2020年9月8日   | LibreOfficeの更新、ハードウェアの互換性とセキュリティの向上 | [ 11 ] |
| Zorin OS 16                              | 2021年8月17日  | 新しいデザイン、Ubuntu 20.04 LTSに基づくFlatpakのサポート、エディションの名称を「Ultimate」から「Pro」に変更。32bitのリリースなし。                                               | [ 11 ] |
| Zorin OS 16.1                            | 2022年3月10日  | ハードウェアサポートの向上、LibreOffice 7.3の搭載。 | [ 11 ] |
| Zorin OS 16.2                            | 2022年10月27日 | フォントとドキュメント互換性の改善、Windowsアプリケーションのサポート強化、デスクトップエフェクトの向上、Zorin Connectの強化、LibreOffice 7.4の搭載、新しいハードウェアサポート。 | [ 11 ] |
| Zorin OS 16.3                            | 2023年7月27日  | Zorin OS Upgraderの導入。 | [ 11 ] |
| Zorin OS 17                              | 2023年12月20日 | パフォーマンスの大幅な向上、システム要件の引き下げ、Zorinメニューの改良。 | [ 11 ] |
| Zorin OS 17.1                            | 2024年3月7日   | Windowsアプリケーションの互換性向上、Bottlesをバンドル。 | [ 11 ] |
| Zorin OS 17.2                            | 2024年9月19日  | テーマのインストールを簡単に、ウィンドウのカスタマイズ機能強化、ハードウェアサポートの向上。                                                                                      | [ 11 ] |
| Zorin OS 17.3                            | 2025年3月26日  | デフォルトブラウザの変更、Windowsアプリケーションの代替案提案機能の拡張。 | [ 11 ] |
| 凡例サポート終了サポート中現行バージョン |                | |        |

## Zorin OS搭載コンピュータ
Zorin OSを標準搭載したコンピュータが、Laptop with Linux、Star Labs、Frameworkより発売されている。